# Sindrom ustezanja
Sindrom ustezanja ili apstinencijski sindrom, sindrom, tj. niz vrlo neugodnih psihičkih i tjelesnih simptoma. Redovito se javlja više njih. Naziva se tako zato što se kod ovisnika razvijaju zbog apstinencije (uzdržavanja, ustezanja) od droge. Vode u tzv. apstinencijsku krizu. Dio sindroma može biti apstinencijski delirij.